# Myrsine perakensis
Myrsine perakensis är en viveväxtart som beskrevs av George King och Gamble. Myrsine perakensis ingår i släktet Myrsine och familjen viveväxter. Inga underarter finns listade i Catalogue of Life.